# یکاترینوفکا (شهرستان کولوندینسکی، سرزمین آلتای)
یکاترینوفکا (به لاتین: Yekaterinovka) یک منطقهٔ مسکونی در روسیه است که در سرزمین آلتای واقع شده‌است.